# ماساکو ایکدا
ماساکو ایکدا (انگلیسی: Masako Ikeda; ۱ ژانویهٔ ۱۹۳۹ – ) صداپیشگی در ژاپن، بازیگر، و بازیگر خردسال اهل ژاپن بود. وی از سال ۱۹۴۸ میلادی تاکنون مشغول فعالیت بوده‌است.
از فیلم‌ها یا برنامه‌های تلویزیونی که وی در آن نقش داشته‌است می‌توان به شمشیر خدایان ۲: عملیات کاندور اشاره کرد.